# Hồ hầu (động vật)
Indri indri là một loài động vật có vú trong họ Indridae, bộ Linh trưởng. Loài này được Gmelin mô tả năm 1788.

## Hình ảnh

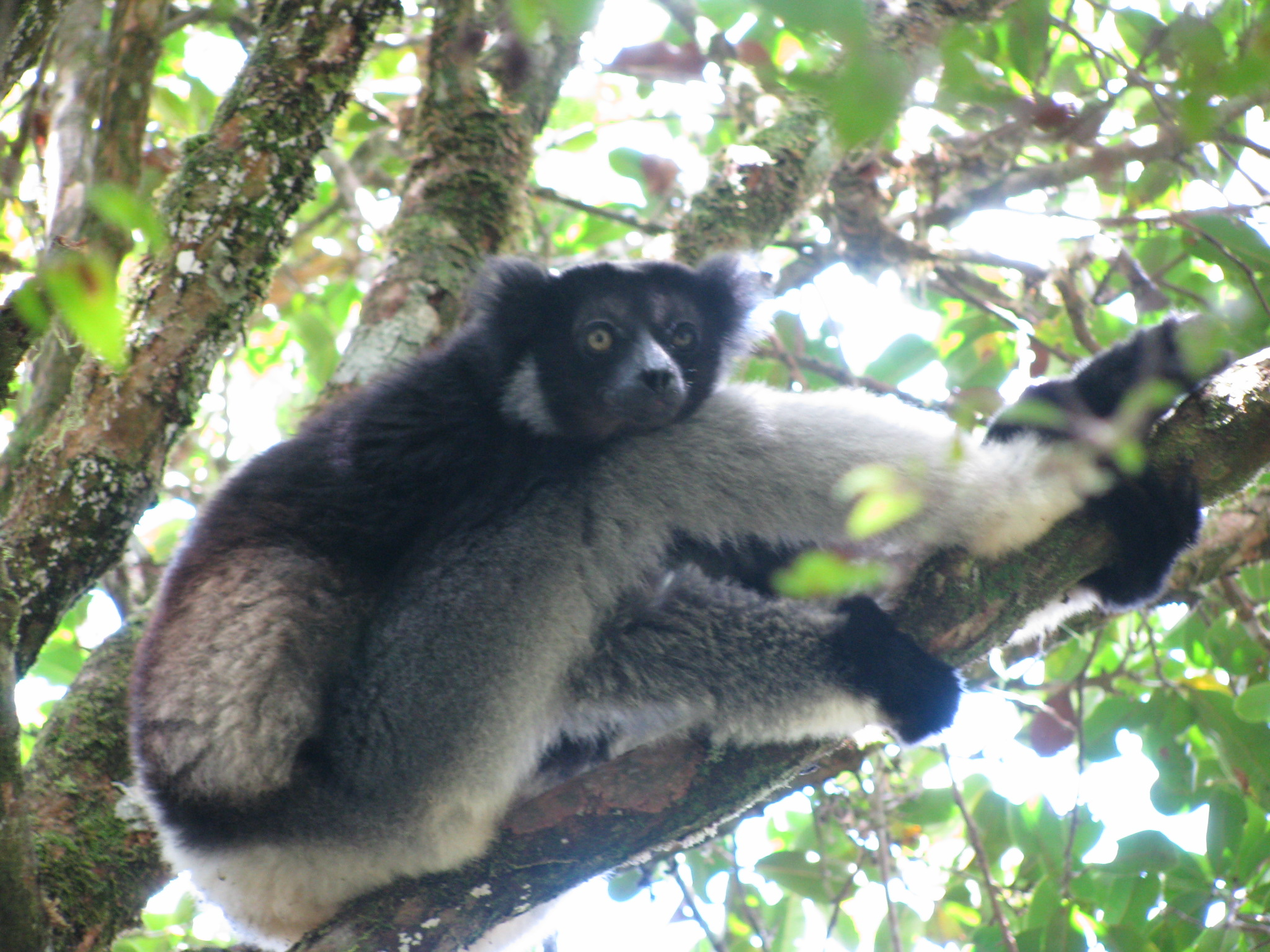
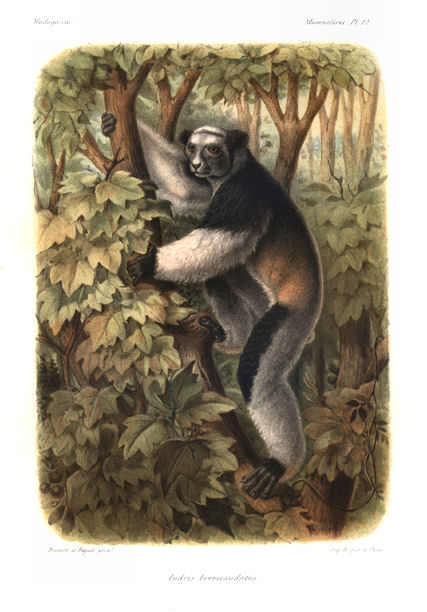
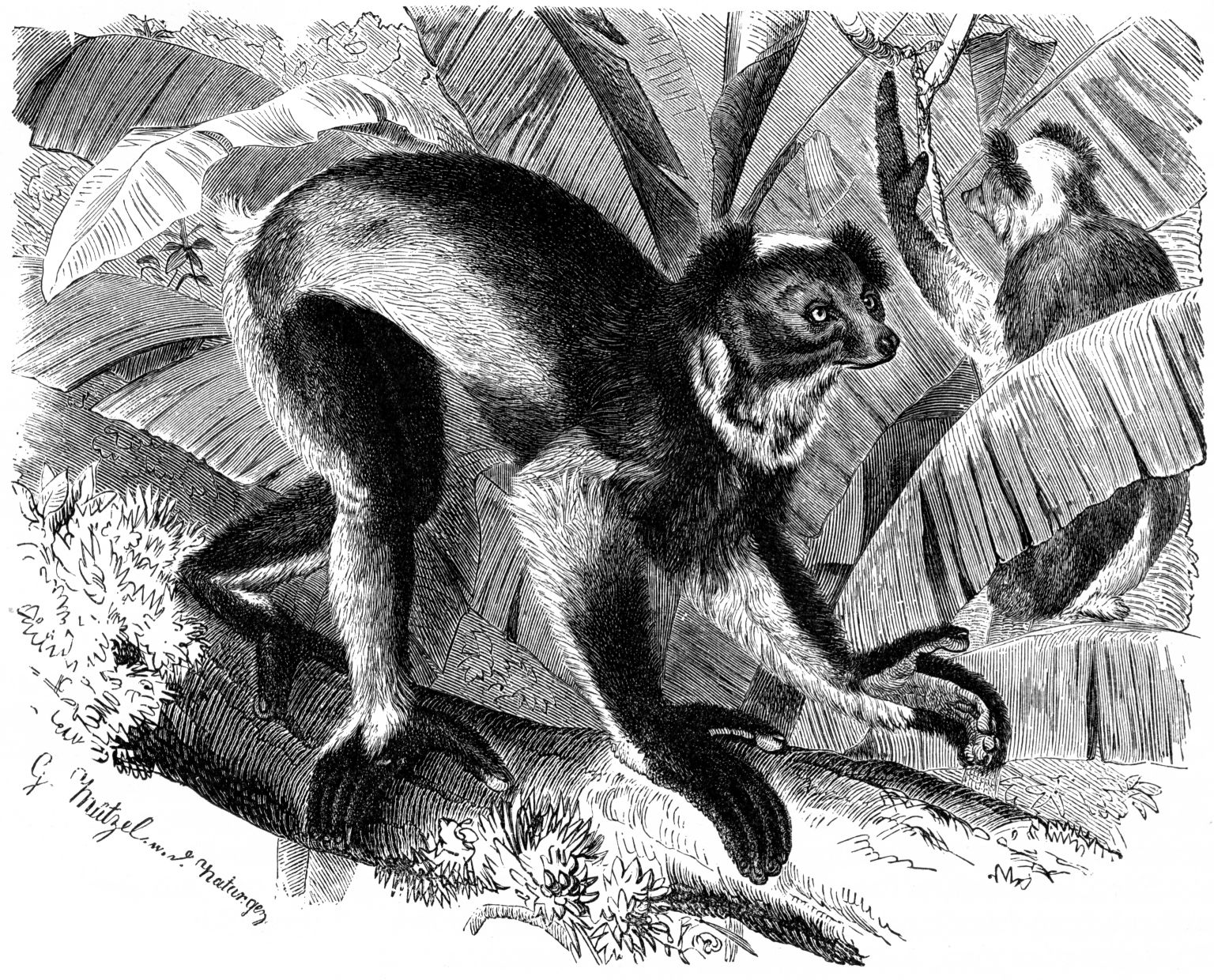
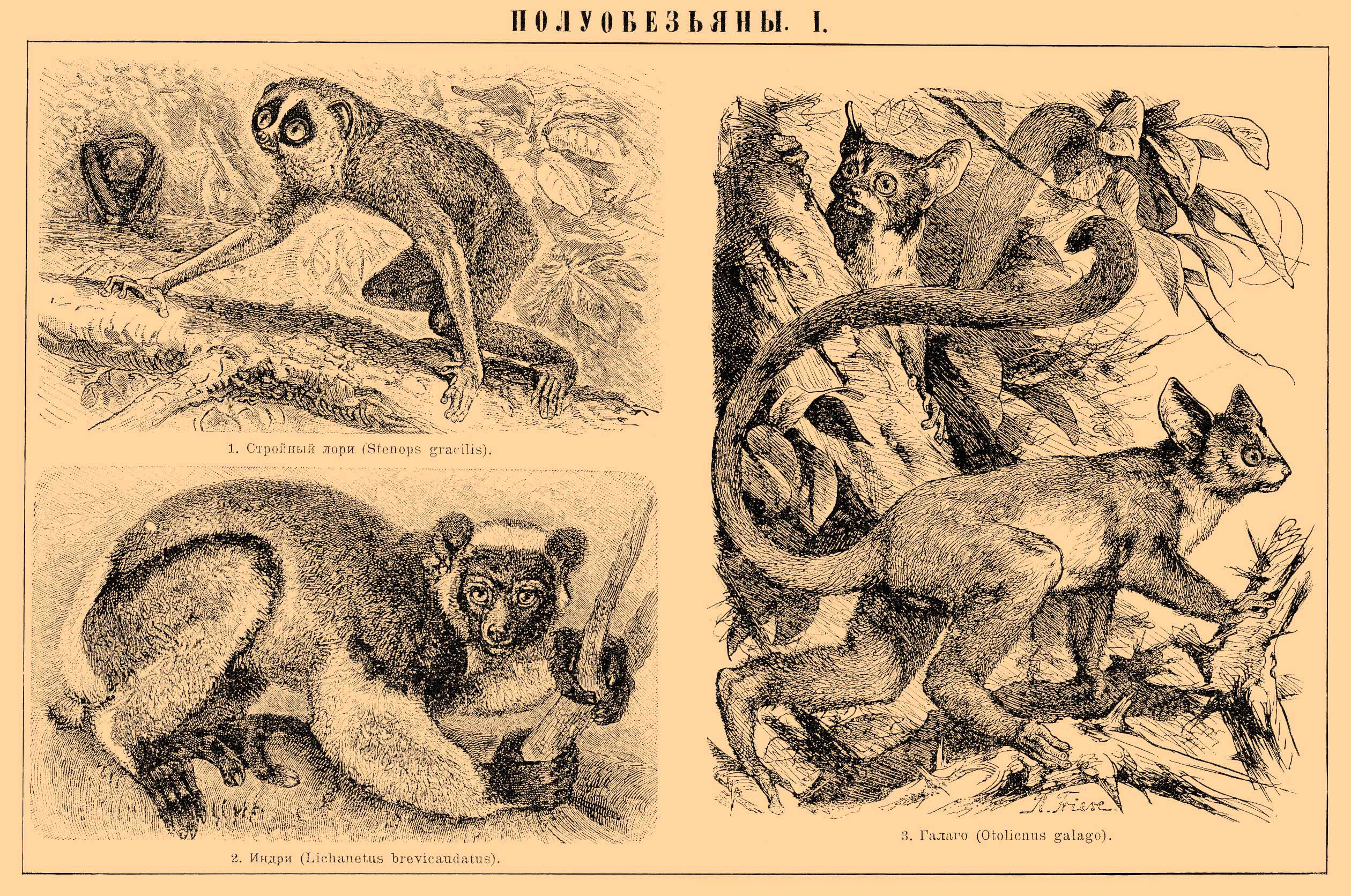